# Pauline Maier (Krankenschwester)

Israelitisches Kranken- und Pfründnerhaus in Mannheim (ab 1877)

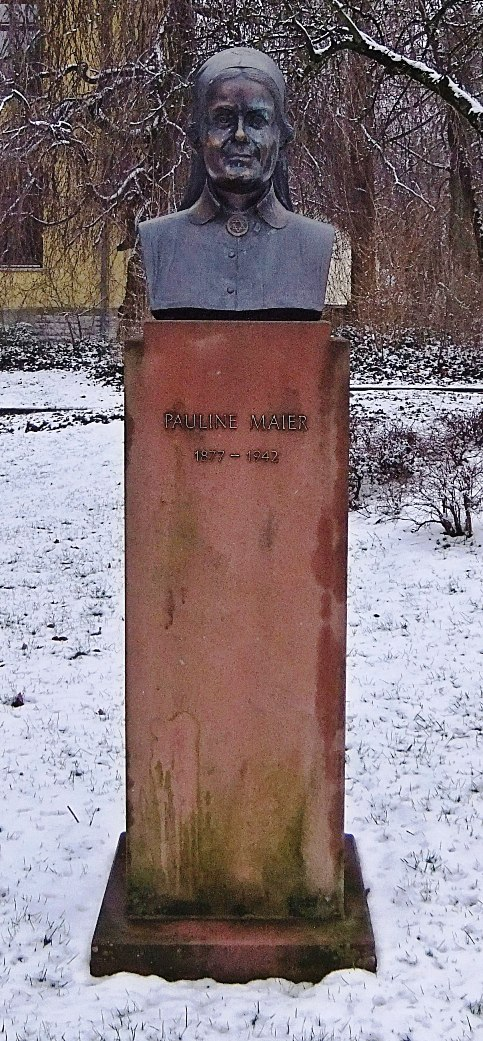
Denkmal in Baiertal

Pauline Maier (21. Oktober 1877 in Baiertal – 1942 im KZ Auschwitz-Birkenau) war eine deutsche Krankenschwester.

## Leben und Erinnerung
Pauline Maier war die Tochter des Viehhändlers Raphael Maier und der Hannchen geborene Marx, die Mitglieder der jüdischen Gemeinde in Baiertal waren. Der Gemeinde gehörten um 1850 rund 170 Personen an. Pauline Maier wuchs in der Hauptstraße 8, neben dem Rathaus, mit zwei älteren Schwestern auf und besuchte in Baiertal die Volksschule.
Nach ihrer Ausbildung zur Krankenschwester in Berlin und Breslau wechselte sie 1913 an das  jüdische Krankenhaus in Mannheim. Während des Ersten Weltkrieges arbeitete sie freiwillig in Kriegslazaretten und bei Verwundetentransporten. Nach Ende des Krieges kehrte sie wieder nach Mannheim zurück, wo sie 1922 in der jüdischen Gemeinde als Oberin am jüdischen Krankenhaus angestellt wurde. Am 22. Oktober 1940 während der Wagner-Bürckel-Aktion begleitete Maier freiwillig die Menschen aus dem Krankenhaus bei der Deportation in das Camp de Gurs. Im dortigen Lager pflegte sie die Menschen. Im August 1942 wurde der größte Teil der jüdischen Gefangenen des Lagers nach Auschwitz transportiert und ermordet. Als Freiwillige schloss sich Pauline Maier dem Transport ihrer Schützlinge an und wurde ebenfalls in Auschwitz getötet.
Seit 1964 trägt das städtische Alters- und Pflegeheim in Mannheim ihren Namen. Eine Straße und ein Altenpflegeheim in Baiertal wurden nach ihr benannt.